# Salon international de l'automobile de Genève 2013
Le Salon international de l'automobile de Genève 2013 est un salon automobile qui s'est tenu du 7 mars au 17 mars 2013 à Genève. Il s'agit de la 83e édition internationale de ce salon, organisé pour la première fois en 1905.
Le dimanche 17 mars, la manifestation, qui a accueilli 260 exposants de 30 pays, s'est terminée avec une affluence cumulée sur les 11 jours de 690 000 visiteurs, en baisse de 2 % par rapport à l'édition 2012.

## Nouveautés

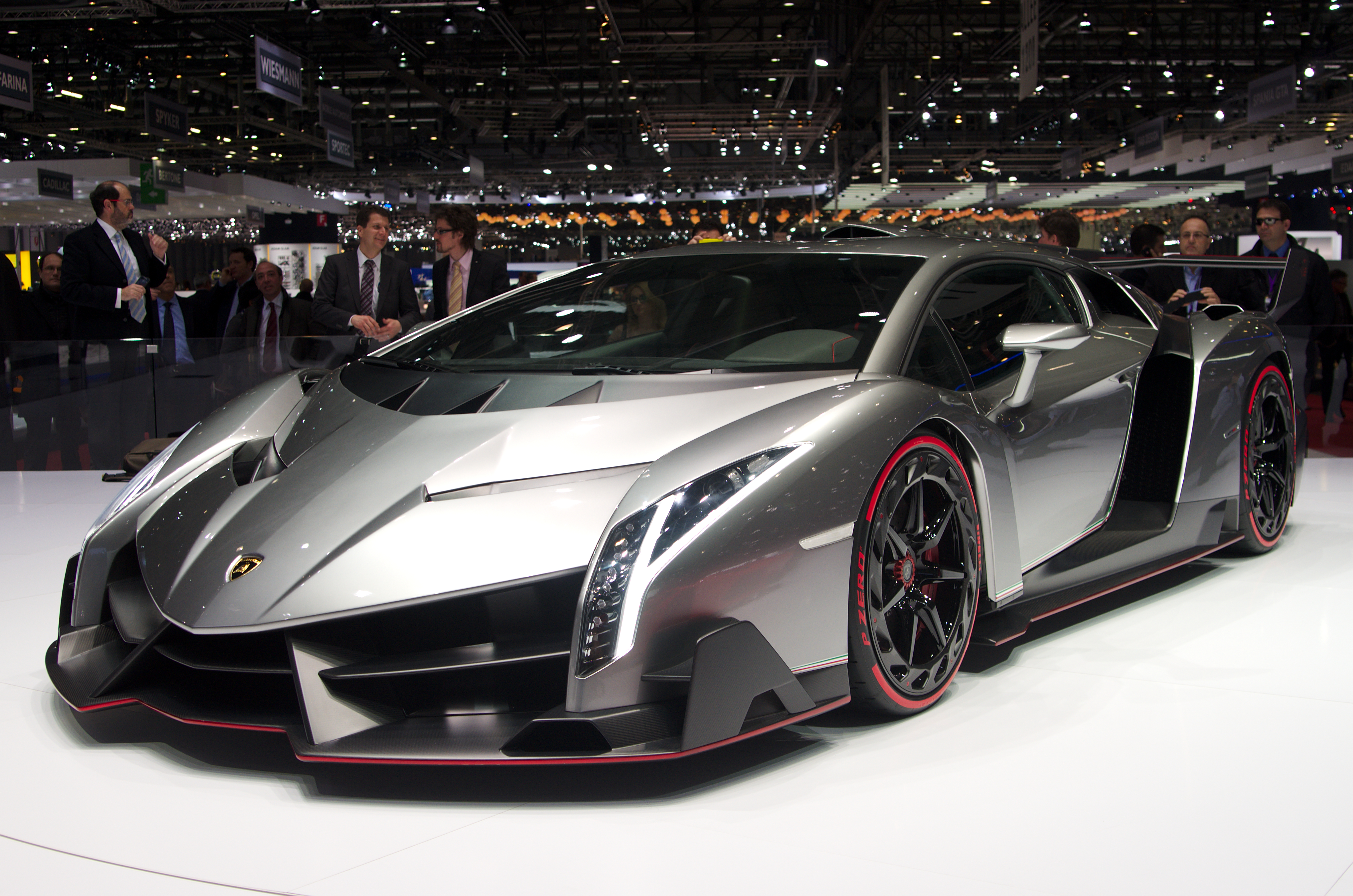
Lamborghini Veneno, salon de Genève 2013

243 premières mondiales et européennes, dont:
- Alfa Romeo 4C
- Alpina B3 BiTurbo
- Alpina XD3 BiTurbo
- Audi RS Q3
- Audi RS6 (C7)
- Dacia Duster Aventure
- Dacia Logan MCV 2
- Ford Tourneo Courier
- Ferrari LaFerrari
- GTA Spano
- Kia Cee'd GT
- Lamborghini Veneno
- McLaren P1
- Nissan Note 2
- Peugeot 2008
- Touring Superleggera Disco Volante
- Renault Clio IV GT
- Renault Scénic XMOD
- Suzuki SX4
- Toyota Auris
- Toyota RAV4
- Wiesmann GT MF4-CS

## Concept cars
- Kia Provo Concept[3]
- Mitsubishi Concept CA-MiEV[4]
- Mitsubishi Concept GR-HEV[5]
- Toyota FT-86 Open Concept[6]
- Toyota i-Road Concept[7]